# بيت الكحلاني (بني العوام)

تعديل مصدري - تعديل

بيت الكحلاني هي إحدى قرى عزلة بني القدمي بمديرية بني العوام التابعة لمحافظة حجة، بلغ تعداد سكانها 207 نسمة حسب تعداد اليمن لعام 2004.